# Born a. Darß
Born a. Darß település Németországban, Mecklenburg-Elő-Pomeránia tartományban. Lakosainak száma 1103 fő (2023. december 31.).

## Népesség
A település népességének változása:
| Lakosok száma | 1161 | 1162 | 1170 | 1153 | 1130 | 1103 |
|               | 2015 | 2017 | 2019 | 2021 | 2022 | 2023 |